# Wii Remote
El Wii Remote, també conegut com a "Wiimote", és el controlador principal de la consola Wii de Nintendo. La seva característica més destacada és la capacitat de detectar el moviment, de manera que permet a l'usuari interaccionar amb les aplicacions movent el comandament. També té la capacitat de detectar cap on apunta respecte a la pantalla, de manera que es pot fer servir per assenyalar objectes de la pantalla apuntant directament cap a ells. Per a la detecció de moviment el Wii Remote fa servir acceleròmetres, i un sensor òptic d'infraroigs juntament amb la "Barra de Sensors" (amb LEDs infraroigs) per a detectar cap on apunta. A més d'aquestes capacitats, el Wii Remote disposa d'un port d'expansió on es poden connectar accessoris com el Nunchuk o el Controlador Clàssic.
Porta els següents botons:
- Creu de control
- Botó A
- Botó B (en la part posterior)
- Botó -
- Botó +
- Botó home
- Botó 1
- Botó 2

Inclou un altaveu per sons més propers (com, per exemple, en Wii Sports, el so que produeix la teva raqueta en colpejar la pilota de tennis)
- També ha estat trobada una entrada de so incorporada en el comandament, que permetrà usar la funció de micròfon en alguns jocs.
- El sensor de moviment.

El Wii Remote va ser anunciat al Tokyo Game Show el 16 de setembre del 2005. Des de llavors ha rebut molta atenció per les seves característiques úniques i el seu contrast amb els controladors típics. També ha rebut una atenció significativa per part de furoners que el fan servir per a controlar altres aplicacions.

## Disseny

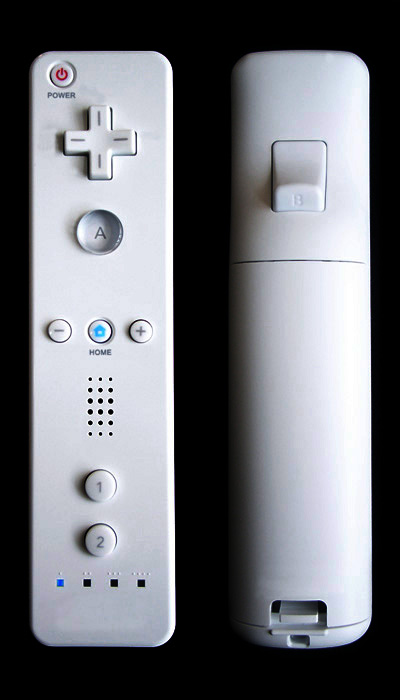
Vista frontal i posterior del Wii Remote.

El disseny del Wii Remote no es basa en els tradicionals comandaments pels videojocs. A diferència d'ells, és similar a un control remot de televisió, creat per ser utilitzat en una sola mà i de la manera més intuïtiva possible.
En la seva cara frontal, el Wiimote presenta els botons "A", "1", "2", "+", "-", "HOME" i la creu de direccions, més un botó "POWER" per apagar la consola, alguna cosa inèdit fins llavors. En la part anterior només presenta el botó "B", en un format similar a un gallet.
A més, en la seva part frontal inclou un altaveu i quatre llums numerades que indiquen el nombre de jugador al que correspon tal comandament i la càrrega de les piles. En la part inferior es troba el port d'expansió del comandament i ve unida una corretja de seguretat que s'amarra a la nina per evitar deixar anar i danyar el control de forma accidental.
Existeixen sis colors per al comandament: blanc (original), negre, blau, rosa, vermell (només disponible al costat de la versió vermella de la consola Wii del 25è aniversari de Super Mario, amb el joc Wii Play: Motion a Europa o amb la consola Wii Mini) i daurat (només disponible amb el pack 25è aniversari de The Legend of Zelda: Skyward Sword).
Mitjançant una presentació de Nintendo Direct l'1 d'octubre de 2013, Nintendo va anunciar el llançament de l'edició especial de Wiimotes amb disseny de Mario i Luigi que van ser llançats a Amèrica del Nord l'1 de novembre de 2013.
El 15 d'abril de 2014, Nintendo va anunciar l'edició especial de Wiimotes Plus amb disseny de la Princesa Peach mateix que va ser llançat més tard el mateix mes. Un Wiimote Plus amb disseny de Yoshi va ser llançat al Japó al juny de 2014.
Wiimotes amb disseny de Bowser i Toad van ser llançats al Japó al març de 2015 i posteriorment van ser llançats també a Amèrica del Nord.

## Funcionalitat

### Barra de sensors amb LED infraroigs i detecció de moviments

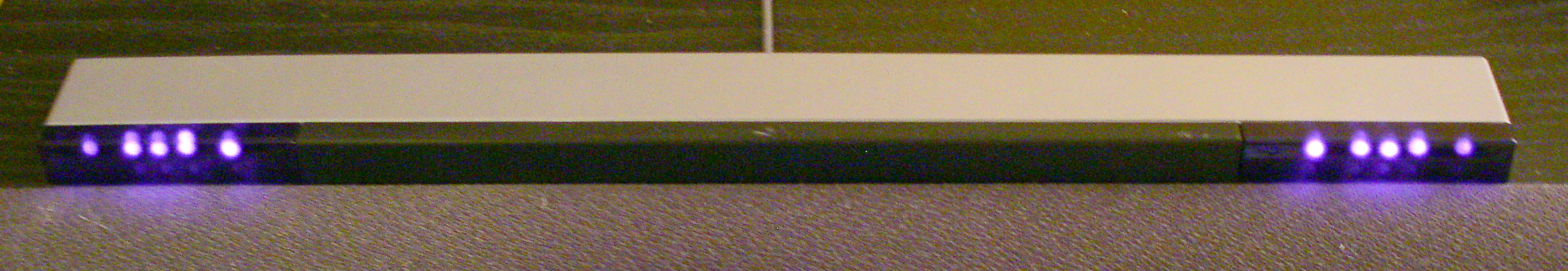
Barra de sensors amb LEDs infraroigs.

El Wii Remote té la capacitat de detectar l'acceleració al llarg de tres eixos mitjançant la utilització d'un acceleròmetre ADXL330. El Wiimote també compta amb un sensor òptic PixArt, la qual cosa li permet determinar el lloc al que el Wiimote està apuntant; a més d'agregar una brúixola electrònica en el WiiMotionPlus.
A diferència d'un comandament que detecta la llum d'una pantalla de televisió, el Wiimote detecta la llum de la barra sensor de la consola (nombre de model RVL-014), la qual cosa permet l'ús coherent, independentment del tipus o grandària de la televisió. Aquesta barra mesura aproximadament 20 cm de longitud i compta amb deu LED infraroigs, amb cinc LED disposats en cada extrem de la barra. En cada grup de cinc LED, el LED més llunyà fos del centre apunta lleugerament lluny del centre, el LED més proper al centre apunta lleugerament cap al centre, mentre que els tres LED entre ells estan apuntant directament cap endavant i agrupats. El cable de la barra sensor mesura 353 cm de longitud. La barra pot ser col·locada per damunt o per sota de la televisió, i ha de centrar-se. Si està col·locada per damunt, el sensor ha d'estar alineat amb la part davantera de la televisió, i si col·loca en la part inferior, ha d'alinear-se amb la part davantera de la superfície de la televisió en la qual es col·loca. No és necessari assenyalar directament a la barra sensor, però apuntar significativament fora de la barra de posició pertorbarà la capacitat de detecció a causa del limitat angle de visió del Wiimote.
L'ús de la barra de sensors permet al Wiimote ser utilitzat com un dispositiu d'assenyalament precís de fins a 5 metres de distància de la barra. El sensor d'imatge del Wiimote s'utilitza per localitzar els punts de llum de la barra pel que fa al camp de visió del Wiimote. La llum emesa des de cada extrem de la barra de sensors se centra en el sensor d'imatge que veu la llum brillant com dos punts separats per una distància de "la meva" en el sensor d'imatge. La segona distància "m" entre els dos grups d'emissors de llum de la barra sensor és una distància fixa. A partir d'aquestes dues distàncies i la meva m, el processador de la consola Wii calcula la distància entre el Wiimote i la barra de sensors utilitzant la triangulació. A més, la rotació del Wiimote pel que fa al sòl també pot ser calculada a partir de l'angle relatiu dels dos punts de llum en el sensor d'imatge. Els jocs poden ser programats per detectar si el sensor d'imatge està cobert, la qual cosa va ser demostrat en un mini jugo de Smooth Moves, on si el jugador no descobreix el sensor, l'ampolla de xampany que el comandament a distància representa no s'obre.
La barra de sensors és necessària quan el Wiimote està controlant moviments a dalt-a baix o esquerra-dreta d'un cursor en la pantalla del televisor per apuntar a les opcions de menú o objectes com els enemics en un joc. A causa que la barra de sensors també permet calcular la distància entre el Wiimote i la sensibilitat de la Barra, el Wiimote també pot controlar el moviment lent avanci-enrere cap a un objecte en un joc en 3 dimensions. El moviment ràpid cap a davant o cap enrere, com els cops de puny en un joc de boxa, està controlat pels sensors d'acceleració. Usant aquests sensors d'acceleració (que actuen com a sensors d'inclinació), el Wiimote també pot controlar la rotació d'un cursor o altres objectes.
L'ús d'un sensor infraroig per detectar posició pot causar alguns problemes quan altres fonts d'infraroigs es troben al voltant, com a bombetes incandescents o vés-les. Això pot ser fàcilment mitigat per l'ús de llums fluorescents al voltant de la Wii, ja que emeten poca o cap llum infraroja. Usuaris innovadors han utilitzat altres fonts de llum IR com a substituts de la barra de sensors, com un parell de llanternes i un parell de veles. Tals substituts de la barra de sensors il·lustren el fet que un parell de llums estàtiques proporcionen un calibratge continu de la direcció que el Wiimote està apuntant i la seva ubicació física en relació amb les fonts lluminoses. No hi ha manera de calibrar la posició del cursor en relació amb la qual l'usuari està assenyalant amb el controlador sense les dues fonts estables de referència de la llum proporcionada per la barra de sensors o substituts.
Els LEDs poden veure's a través d'algunes càmeres i altres dispositius amb un major espectre visible que l'ull humà.
La posició i seguiment del moviment del Wii Remote permet al jugador imitar les accions reals de joc, com utilitzar una espasa o una pistola amb objectiu, en lloc de simplement prement els botons. Un dels primers videos de màrqueting va mostrar actors mimetitzant accions com la pesca, cuina, tocar la bateria, dirigint un quartet de corda, disparant una arma de foc, lluitant amb espasa, i la realització de cirurgia dental.

### Feedback del controlador
El Wii Remote disposa de funcionalitat d'àudio i vibració UBISOFT. En la conferència de premsa de l'E3 de 2006, es va saber que el Wiimote té el seu propi altaveu independent en el frontal de la unitat. Això va quedar demostrat per un desenvolupador quan va fer servir un arc a The Legend of Zelda: Twilight Princess. El so del Wii Remote i la televisió va ser modificat amb el tir per fer l'efecte que la fletxa viatja fora del jugador. Un altre exemple del seu ús està en Red Steel, on els jugadors rebran els seus objectius a través del Wiimote. El volum es pot canviar o silenciar-se amb el botó "Home" i seleccionar la corresponent icona de control en la part inferior de la pantalla. Quan l'altaveu està en posició de silenci, els efectes de so que exerceix a través d'ell seran desviats a través dels altaveus de la televisió. La característica de vibració també pot ser encesa o apagada utilitzant el Menú Home de la Wii.

### Memòria
El Wiimote conté un xip de 16 kB EEPROM on una secció de 6 kilobytes pot ser lliurement llegida i escrita per l'host. Part d'aquesta memòria està disponible per emmagatzemar fins a 10 avatars Mii, que poden ser transportats per al seu ús en una altra consola Wii. Almenys 4000 bytes estan disponibles i no utilitzats abans de les dades Mii. Aquesta funció és també utilitzada en jocs com Pokémon Battle Revolution, Super Swing Golf i Super Smash Bros Brawl, permetent en aquest últim a l'usuari guardar les dades de configuració del controlador pel Wiimote i exportar el teu nom d'usuari i la seva configuració respectivament; també es permet utilitzar aquesta memòria pel Monster Hunter Tri, amb la funció d'exportar el teu personatge i poder jugar en la manera cooperativa del sorra a casa d'un amic sense exportar dades i guardar tots els avanços en el comandament, podent ser després exportats a la partida del joc.

### Alimentació
El Wiimote utilitza dues bateries AA com a font d'energia, que poden alimentar el Wii remote durant 60 hores usant només la funció d'acceleròmetre i 25 hores utilitzant acceleròmetre i punter. Encara no s'ha llançat un carregador pel Wiimote, però tercers fabricants del mercat han desenvolupat les seves solucions. D'acord amb una entrevista amb el dissenyador industrial de Nintendo Lance Barr, les limitacions de l'expansió del port del Wiimote fan poc probable que s'usi per carregar la bateria interna. Encara que Nintendo desaconsella altres tipus de bateries recarregables com les de ions de liti (Li-ió) i níquel-cadmi (NiCd), l'assistència de l'assetjo web de l'empresa indica que bateries recarregables de níquel-hidrur metàl·lic (NiMH) poden ser utilitzades. Un condensador de 3300 ?F proporciona una font temporal d'energia per a moviments ràpids del Wiimote, quan la connexió a les piles pogués ser interrompuda temporalment.

## Manera d'ús
El control pot ser pres de dues formes: vertical (amb una mà) i horitzontal (amb dues mans). Aquesta última està dissenyada per usar-se en jocs de conducció i vol, a més de ser usat per a alguns jocs de la Consola Virtual. El disseny del Wiimote és simètric, per la qual cosa pot prendre's tant amb la mà dreta com amb l'esquerra. Jocs com Metroid Other M utilitza indistintament tots dos sistemes de control depenent del maneig puntual que calgui.

## Accessoris

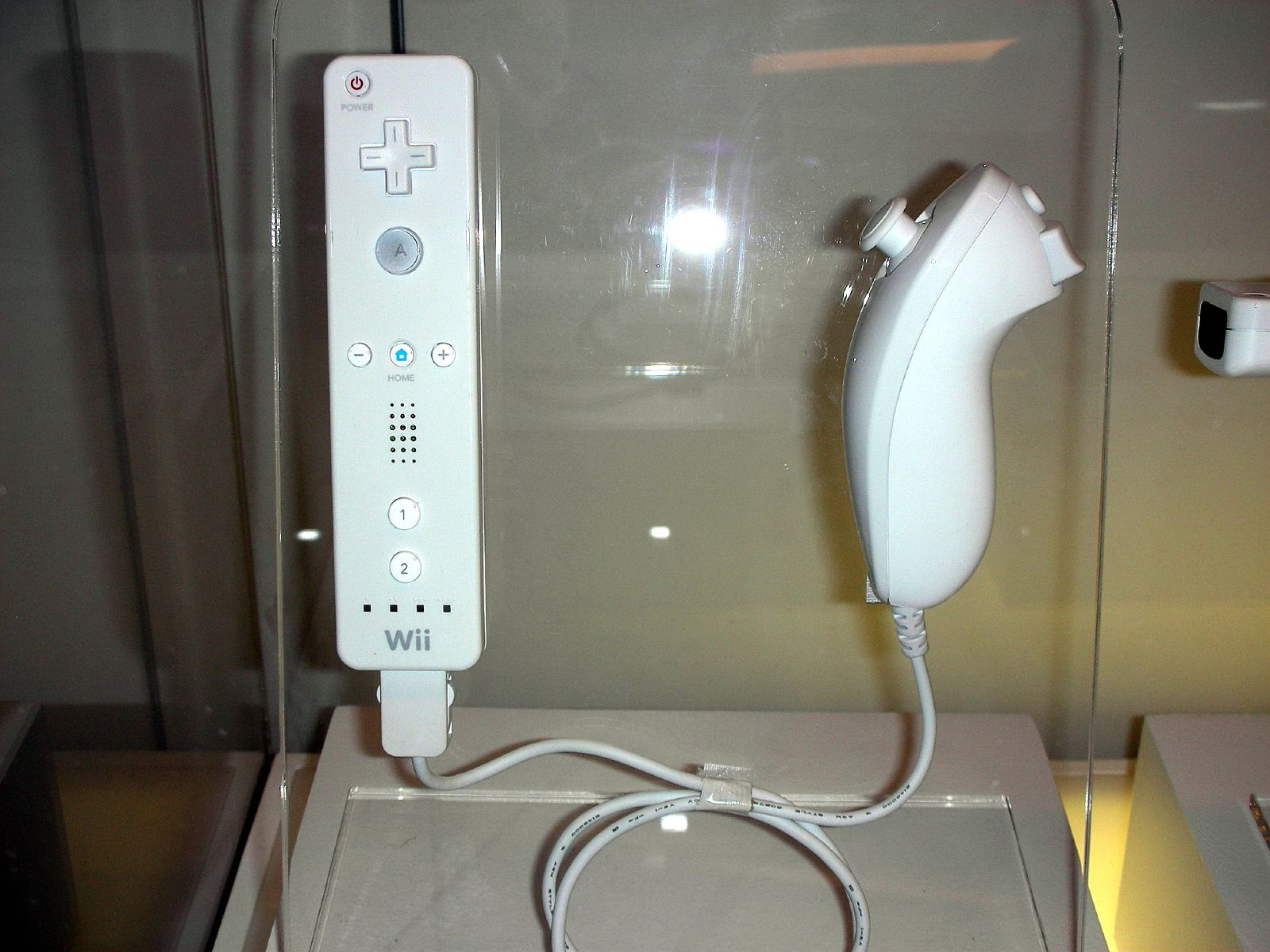
El Wiimote amb el Nunchuk.

El Wiimote té un port d'expansió per afegir perifèrics en la seva part inferior.

### Nunchuk
És un joystick analògic amb dos botons més (conegut com a nunchuk), comunament utilitzat per controlar el moviment dels personatges.

### Wii Classic Controller

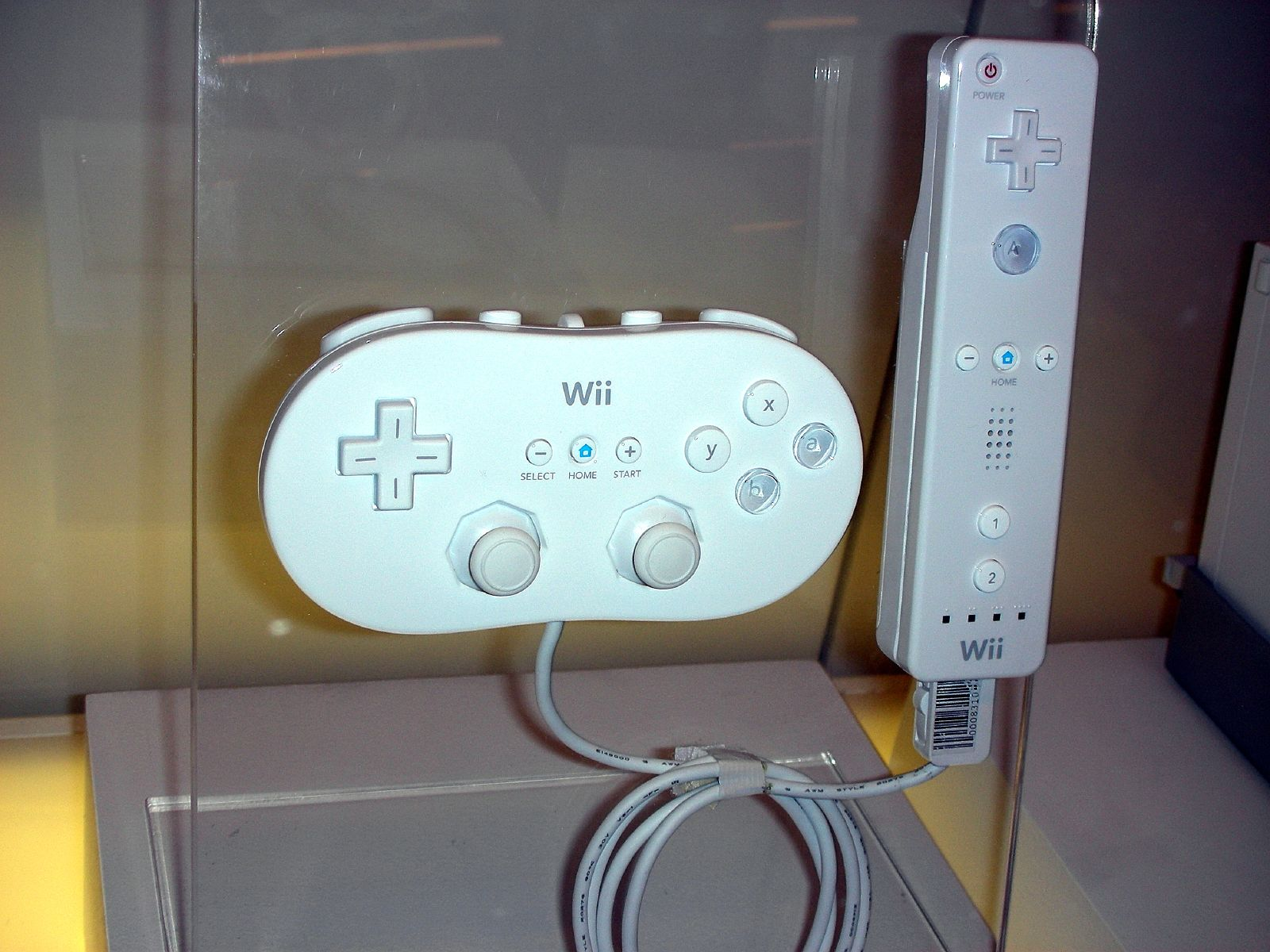
El Wiimote amb el comandament clàssic per a la consola virtual.

Serveix per jugar jocs baixats del Canal Tendeixi Wii i alguns jocs de Wii compatibles. Té la forma d'un comandament de SNES, però més gran i arrodonit, i amb els botons Z i els 3 centrals del Wiimote.

### Wii Classic Controller Pro
És igual al Classic Controller normal amb l'excepció que conté dos gallets extra.

### Wii Zapper

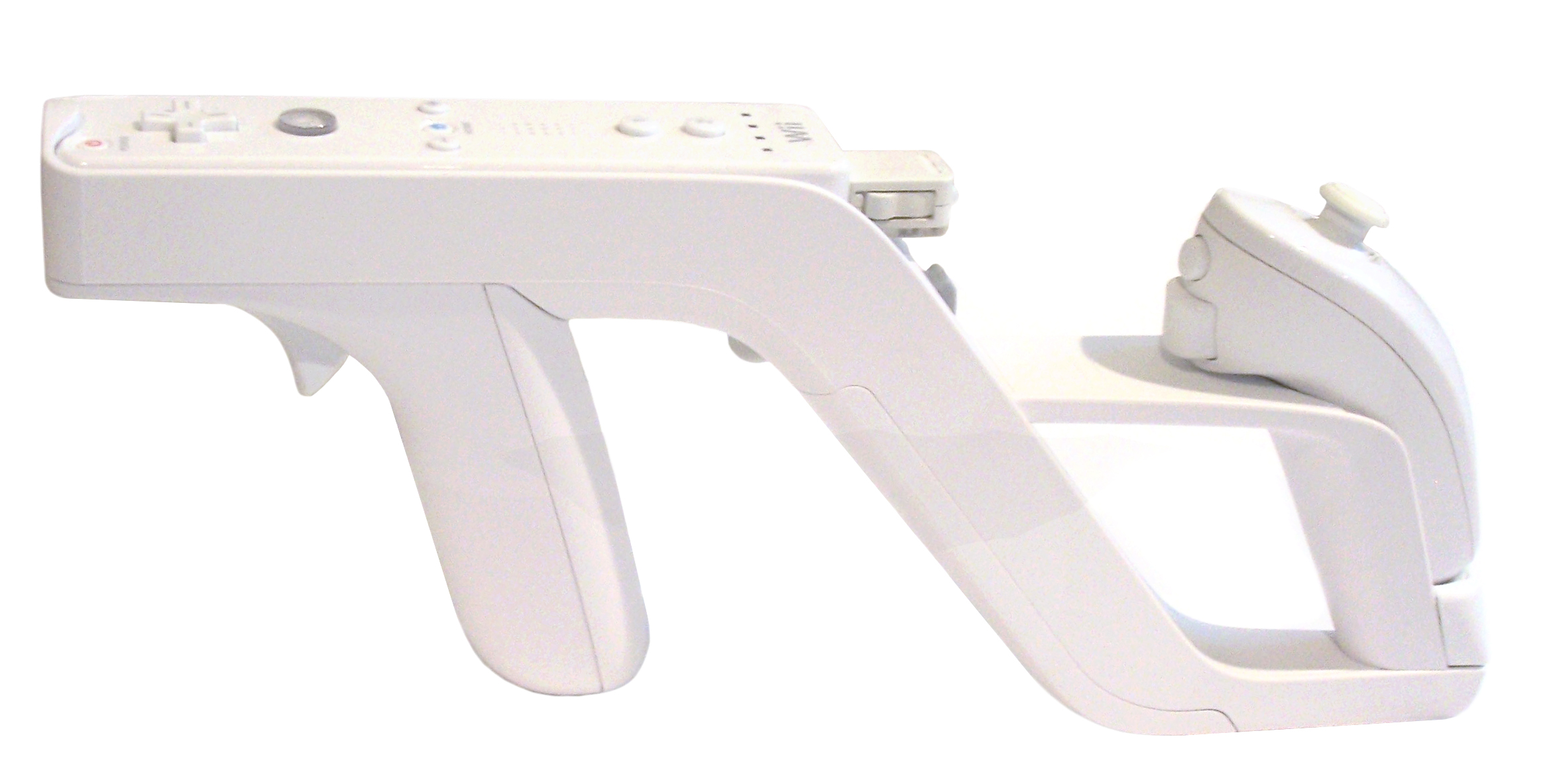
Wii Zapper amb Wiimote i Nunchuk connectats.

Accessori usat en alguns jocs de pistoles, va sortir a la venda el 19 de novembre de 2007 en un paquet en el qual venia el Wii Zapper i el joc Link's Crossbow Training; però a més al Japó es ven un paquet amb el joc de Resident Evil Umbrella Chronicles i un altre paquet amb el joc d'House of the Dead 2&3 Return, amb un acabat en platejat i un disseny diferent al Wii Zapper original.

### Wii Wheel

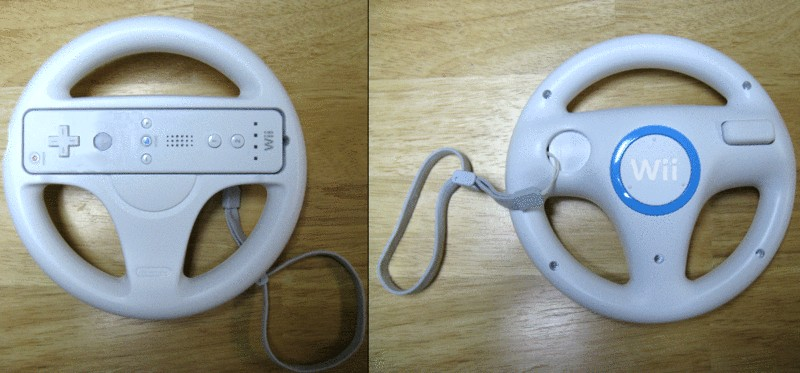
Wii wheel

En aquest accessori tindrem una manera avançada de control per a videojocs de carreres, entre uns altres. És una carcassa de plàstic on s'allotja el Wiimote, però no afegeix característiques addicionals. Aquest volant es vendia sol o vènia inclòs en algun joc de carrera com Mario Kart Wii.

### Wii Guitar

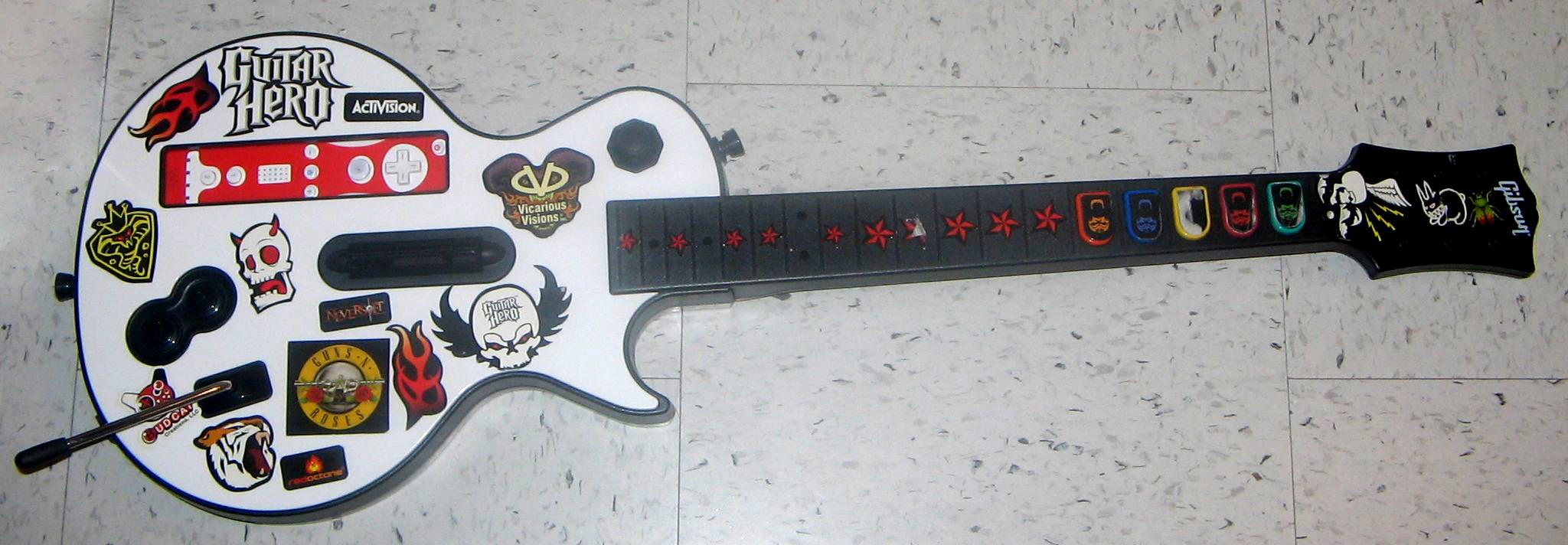
Wii Guitar

És un accessori amb forma de guitarra en el qual s'insereix el Wiimote que serveix per al joc Guitar Hero per a Wii.

### Wii Balance Board

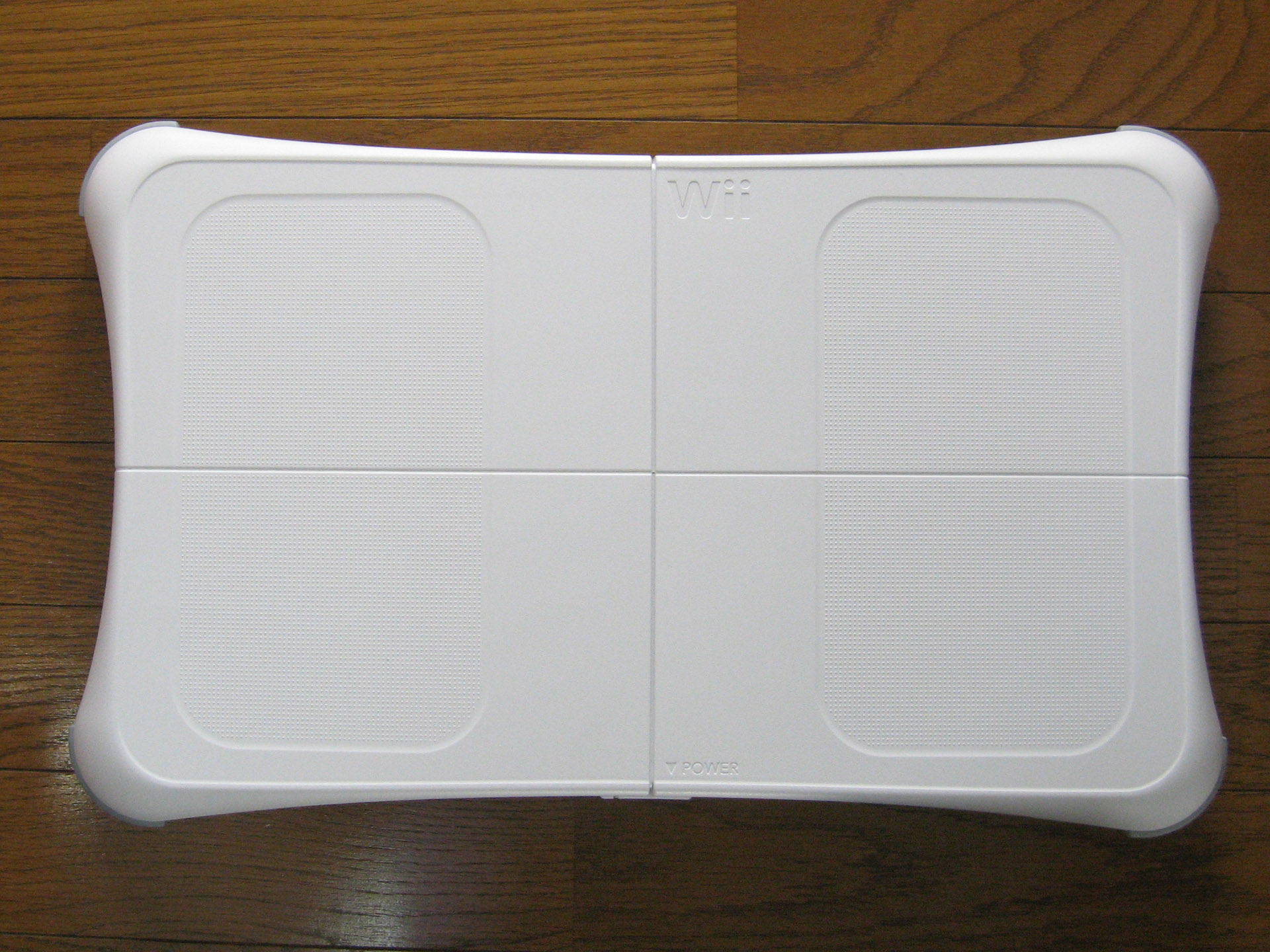
Wii Balance Board

La Wii Balance Board és un accessori per a la consola Wii de Nintendo que consisteix en una taula capaç de calcular la pressió exercida sobre ella. És de color blanc com tots els accessoris de la Wii i pot suportar fins a 150 kg.
Mesura de llarg 30 cm i d'amplada 48 cm.
Jocs compatibles: Wii Fit, We Ski, Jullian Michaels' Fitness Ultimatum 2009, Shaun White Snowboarding: Road Trip, Tetris Party, All Star Cher Squad, Wii Music, Rayman Raving Rabbids TV Party, Skate It, Snowboard Riot, Marble Saga: Kororinpa, We Ski World: Ski and Snowboard, Don King Presents: Prizefighter, Wii Yoga, Punch-Out!, Wii Fit Plus, Ikenie no Yoru

### Wii MotionPlus

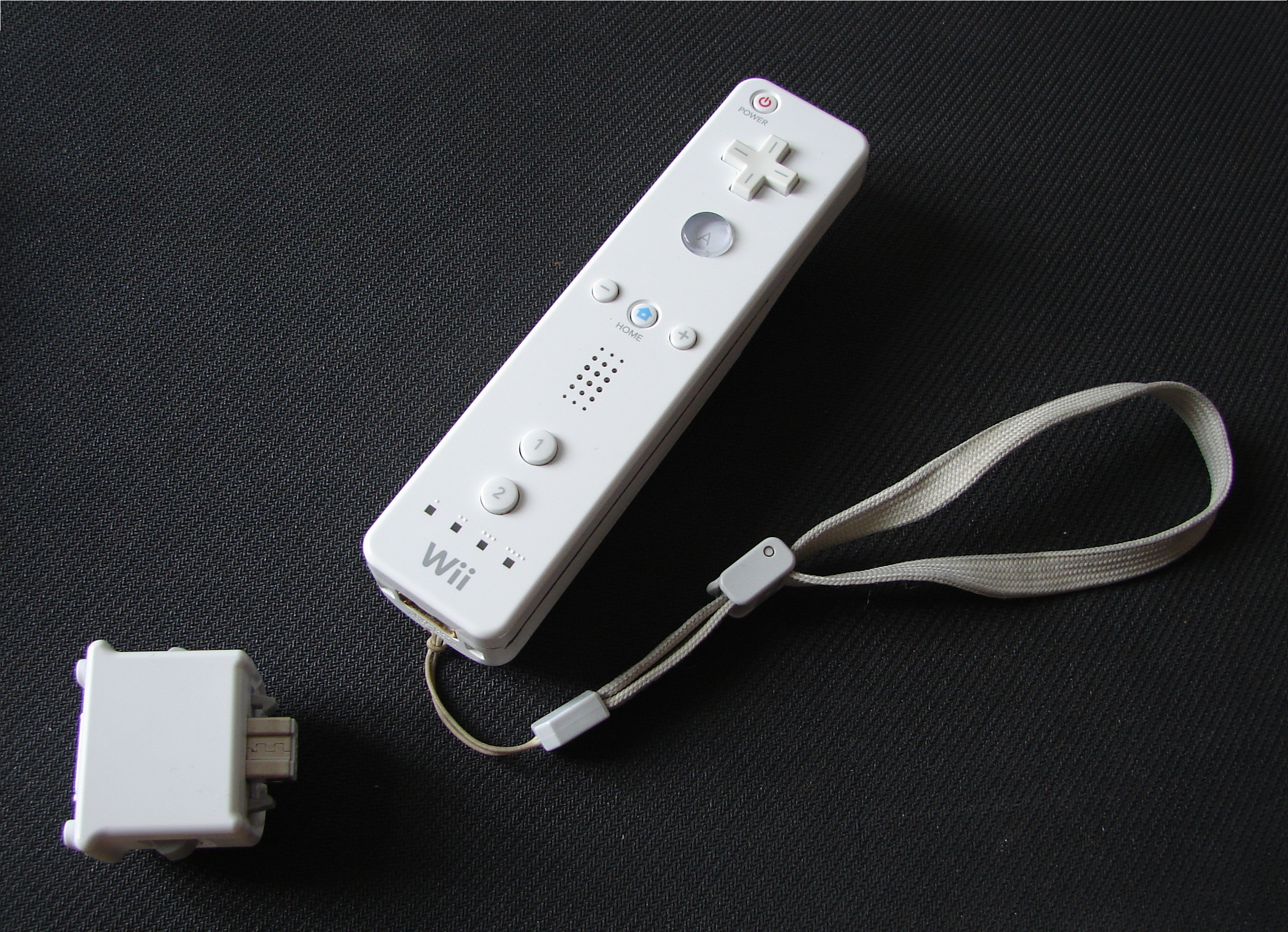
Wii Motion Plus al costat de Wiimote

Wii Motion Plus és un accessori que incorpora tres sensors de moviment corresponents als eixos vertical, longitudinal i lateral, afegint precisió extra al Wiimote. Té incorporat un port d'expansió per poder afegir un altre accessori. Alguns títols de Wii (com per exemple: Wii Sports Resort) requereixen la presència obligatòria d'aquest accessori, que va sortir a la venda el 12 de juny de 2009. Requereix una funda protectora de grandària major.

### Wii TaTaCon
Un tambor japonès taiko amb dues baquetes usats per als jocs Taiko no Tatsujin (solament Japó, existeix una versió d'aquest perifèric a PS2 per a la mateixa saga de videojocs; en aquesta consola el perifèric també és compatible amb el títol Taiko Drum Master (solament EUA)). Conté 2 tipus de sensors diferents (una matriu de contactes similars a les d'un teclat al centre i dues línies de contactes del mateix material en la "vora") dividits al seu torn en esquerra i dreta. En els seus respectius jocs, copejar la vora exterior equival a les fletxes de direcció per triar cançó i el centre equival al botó A / 2 del Wiimote. TaTaCon ve de l'abreviatura de Taiko no Tatsujin Controller.

### Wii Vitality Sensor
En l'E3 2009, el president de Nintendo, Satoru Iwata va revelar que estava desenvolupant un accessori per la Wii: el Wii Vitality Sensor. El dispositiu mesuraria algunes funcions nervioses autònomes com el pols, i incorporaria les dades adquirides en productes amb finalitats relaxants. El Vitality Sensor es desenvoluparia amb l'esperança de proporcionar una forma nova d'interactuar amb els videojocs i continuar amb la història de les innovacions de Nintendo. No obstant això, els resultats de les proves del prototip del dispositiu no van obtenir els resultats esperats i Nintendo va posposar el llançament d'aquest producte de forma indefinida en 2013.

### Wii Remote Plus
Conegut també com a Wiimote Plus. Combina el Wii Remote i el Wii MotionPlus en un només control, sense allargar la grandària normal del Wiimote i el preu segueix sent el d'un Wiimote normal ($39,99)

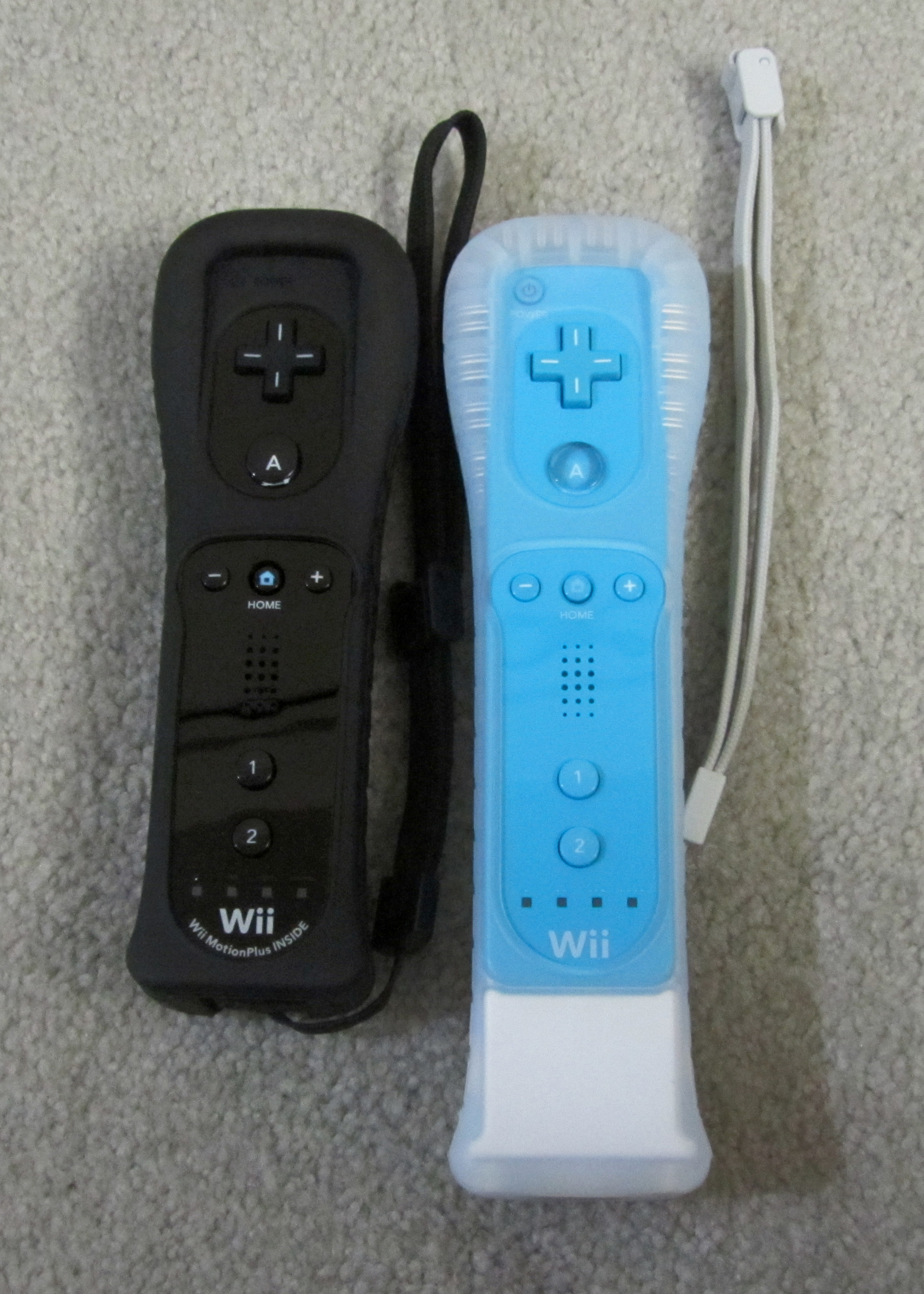
Wii remote plus

### UDraw Game Tablet
És una tauleta de joc tàctil que s'utilitza en els jocs UDraw Studio, Dood's Big Adventure i Pictionary para Wii.